# Idiro
Idiro (en griego antiguo, Ἴδυρος) es el nombre de una antigua ciudad y de un río de Panfilia (Asia Menor).
Se cita en el Periplo de Pseudo-Escílax como una ciudad situada en el golfo del mismo nombre de Idiro, entre la ciudad de Fasélide y la isla Lirnatia.
Esteban de Bizancio, que recoge un fragmento de Hecateo de Mileto, cita tanto la ciudad como un río llamado Idiro o Idiris, en Panfilia.
Quizá fue miembro de la liga de Delos en el caso en que Idiro deba identificarse con Itira (en griego, Ἰτύρα) mencionada en el decreto de tasación de tributos de Atenas del año 425/4 a. C.
Se desconoce su localización exacta pero suele identificarse con unos restos  hallados en la actual Kemer.
El nombre del río Idiro tal vez esté atestiguado en una tablilla micénica en lineal B de Cnosos como «wi-du-ro».